# Burg Dielheim
Die Burg Dielheim ist eine abgegangene Spornburg auf dem Teufelskopf bei der Gemeinde Dielheim im Rhein-Neckar-Kreis in Baden-Württemberg.
Um 1380 erwarb Conz Mönch von Rosenberg von Fürstbischof Adolf (Hochstift Speyer) die Hälfte des Dietesheimer Besitzes und erbaute auf dem Teufelskopf eine Burg in Spornlage zur Sicherung seiner Ortsherrschaft.
Nach 200 Jahren tauchte von der abgelegenen kleinen Burganlage, die eher einem befestigten Bauernhof glich, nur noch der Flurname auf.